# مرغداری اکرمیان بصره‌ای
مرغداری اکرمیان بصره‌ای یک منطقهٔ مسکونی در ایران است که در دهستان نیاسر واقع شده‌است. مرغداری اکرمیان بصره‌ای ۳۴ نفر جمعیت دارد.